# نادي سوق الشيوخ
نادي سوق الشيوخ الرياضي (بالإنجليزية: Souq ALShouokh FC)‏ نادي كرة قدم عراقي تأسس عام 2004 في مدينة سوق الشيوخ في محافظة ذي قار يلعب في دوري الدرجة الأولى العراقي.